# Abba (Georgia)
Abba es un comunidad no incorporada del Condado de Irwin en el Estado de Georgia (Estados Unidos).

## Historia
Su origen fue una humilde oficina de correos llamada Abba que se estableció en la localidad en 1884, y permaneció en funcionamiento hasta 1954. Además de la oficina de correos, Abba albergó un depósito ferroviario.